# Guillermo de la Peña Cusi
Guillermo de la Peña Cusi (Trubia, Asturias, 11 de noviembre de 1877-19??) fue un militar español.

## Biografía
Militar procedente del arma de infantería, se trasladó al norte de África y participó en la guerra de Marruecos. Destacó durante la retirada de Xauen en 1924, durante la cual intervino al frente de una columna que cubrió la retirada del grueso de las tropas españolas. Posteriormente alcanzó el rango de teniente coronel.
En noviembre de 1925 fue nombrado gobernador general del Sáhara. Bajo su mandato comenzó una reestructuración de las fuerzas militares acantonadas en el territorio saharaui, así como de la administración colonial. Dejó el cargo en 1932, siendo sustituido por Eduardo Cañizares Navarro.
Al comienzo de la guerra civil ostentaba el rango de coronel y estaba al frente de una Caja de reclutamiento. Se mantuvo fiel a la República. Fue nombrado presidente del tribunal militar que juzgó a los jefes rebeldes que se sublevaron en Barcelona el 19 de julio de 1936. Posteriormente fue puesto al frente de una de las divisiones administrativas del recién creado Ejército Popular de Cataluña, con su cuartel general en Barcelona, aunque sería por poco tiempo.
Capturado por los franquistas al final de la contienda, fue juzgado y condenado a muerte, aunque la pena sería conmutada.